# Marta Żak
Marta Żak – polska aktorka teatralna i filmowa.

## Życiorys
Występowała w warszawskich teatrach: Polskim (1978–1990), Szwedzka 2/4 (1990–1994) i Rozmaitości (1994–1997).

## Filmografia (wybór)
- 1979: Małgorzata
- 1986: Na kłopoty... Bednarski − przedstawicielka polskiej służby dyplomatycznej (odc. 1, 3, 5)
- 1989: Gdańsk 39 − pani Renata, gospodyni Formeli
- 1990: Dom na głowie − wuefistka (odc. 5)
- 1990: Kapitan Conrad
- 1990: Zabić na końcu − Markowska
- 1991: Przeklęta Ameryka
- 1997-2017: Klan
- 2010: Na dobre i na złe − pielęgniarka (odc. 413)